# Chokio
Chokio és una població dels Estats Units a l'estat de Minnesota. Segons el cens del 2000 tenia 443 habitants.

## Demografia
Segons el cens del 2000, Chokio tenia 443 habitants, 201 habitatges, i 136 famílies. La densitat de població era de 349,1 habitants per km².
Dels 201 habitatges en un 24,4% hi vivien nens de menys de 18 anys, en un 57,7% hi vivien parelles casades, en un 7% dones solteres, i en un 32,3% no eren unitats familiars. En el 28,9% dels habitatges hi vivien persones soles el 15,4% de les quals corresponia a persones de 65 anys o més que vivien soles. El nombre mitjà de persones vivint en cada habitatge era de 2,2 i el nombre mitjà de persones que vivien en cada família era de 2,69.
Per edats la població es repartia de la següent manera: un 20,5% tenia menys de 18 anys, un 9,5% entre 18 i 24, un 17,4% entre 25 i 44, un 24,6% de 45 a 60 i un 28% 65 anys o més.
L'edat mediana era de 47 anys. Per cada 100 dones de 18 o més anys hi havia 88,2 homes.
La renda mediana per habitatge era de 34.107 $ i la renda mediana per família de 45.268 $. Els homes tenien una renda mediana de 30.179 $ mentre que les dones 18.125 $. La renda per capita de la població era de 15.891 $. Entorn del 4,4% de les famílies i el 5,2% de la població estaven per davall del llindar de pobresa.

## Poblacions més properes
El següent diagrama mostra les poblacions més properes.